# Argyreia roxburghii
Argyreia roxburghii là một loài thực vật có hoa trong họ Bìm bìm. Loài này được (Wall.) Arn. ex Choisy mô tả khoa học đầu tiên năm 1833.